# Czajczyne
Czajczyne (ukr. Чайчине) – wieś na Ukrainie, w obwodzie chersońskim, w rejonie chersońskim. W 2001 liczyła 586 mieszkańców, spośród których 549 posługiwało się językiem ukraińskim, 22 rosyjskim, 14 mołdawskim, a 1 innym.